# 신제윤
신제윤(申齊潤, 1958년 3월 25일 ~ )은 대한민국의 전 경제 관료다. 1980년 행정고시에 수석으로 합격하여 기획재정부 제1차관, 제4대 금융위원회 위원장을 역임하고, 외교부 국제금융협력대사를 맡았다.

## 학력
- 휘문고등학교 졸업
- 서울대학교 경제학 학사
- 코넬대학교 대학원 경제학 석사

## 경력
- 1980.12 : 제24회 행정고시 합격
- 1995.06 : 재정경제원 금융정책과(서기관)
- 1996.10 : 재정경제원 서기관(미 캘리포니아 보험감독청 파견)
- 2002.01 : 재정경제부 국제금융과장
- 2002.09 : 재정경제부 금융정책과장
- 2004.03 : 재정경제부 부이사관(국장급/전국경제인연합회 파견)
- 2005.05 : 재정경제부 국제금융심의관
- 2007.05 : 대통령비서실 국민경제비서관
- 2007.11 : 재정경제부 국제금융국장
- 2008.03 : 기획재정부 국제업무관리관(차관보)
- 2011.03 ~ 2011.09 : 금융위원회 부위원장(차관급)
- 2011.09 ~ 2013.03 : 기획재정부 제1차관
- 2013.03 ~ 2015.03 : 금융위원회 위원장(장관급)
- 2014.07 ~ 2015.06 : 국제자금세탁방지기구(FATF) 부의장
- 2015.07 ~ 2016.06 : 국제자금세탁방지기구(FATF) 의장
- 2017.01 ~ : 재단법인 한미동맹재단 고문
- 2017.02 ~ 2018.03 : 외교부 국제금융협력대사
- 2017.03 ~ 2019.05 : 아시아신탁 사외이사
- 2017.04 ~ : 법무법인 태평양 고문
- 2017.09 ~ : 청소년금융교육협의회 회장
- 2018.03 : 현대산업개발 사외이사 겸 감사위원
- 2019.10 ~ 2024.02: 롯데손해보험 사외이사 겸 이사회 의장
  - 롯데손해보험 감사위원회 위원장
  - 롯데손해보험 보수위원회 위원
  - 롯데손해보험 위험관리위원회 위원
  - 롯데손해보험 임원후보추천위원회 위원
  - 롯데손해보험 투명경영위원회 위원
- 국무총리 규제혁신추진단 자문단 금융·공정 거래 담당
- 2024.02 ~ : 삼성전자 사외이사
- 2025.03 ~ : 삼성전자 이사회 의장
  - 삼성전자 감사위원회 위원장
  - 삼성전자 사외이사후보추천위원회 위원장
  - 삼성전자 보상위원회 위원장
  - 삼성전자 지속가능경영위원회

## 가족
조부는 제헌의원과 민선 경기도지사를 지낸 신광균이다.
딸은 아나운서 신아영이다.

## 수상
- 2011년 황조근정훈장[4]
- 2015년 청조근정훈장